# Eleccions a l'Assemblea Prefectural de Kagawa de 2019
Les Eleccions a l'Assemblea Prefectural de Kagawa de 2019 (2019年香川県議会議員選挙, 2019-nen Kagawa-ken Gikai giin senkyo) foren unes eleccions a l'Assemblea Prefectural de Kagawa celebrades el diumenge 7 d'abril de 2019 en el marc de les eleccions locals unificades del Japó de 2019. En elles es triaren els 41 membres de la cambra legislativa de la prefectura de Kagawa mitjançant un sistema de vot únic no transferible i per un mandat de quatre anys.
Als municipis de Sakaide, Zentsūji, Kanonji, Higashi-Kagawa i Mitoyo així com als districtes de Shōzu, Kita i Naka-Tado no es van celebrar les eleccions ja que no hi havien més candidats que escons a elegir, així que tots els candidats que es presentaren van resultar elegits de manera automàtica.
Els guanyadors van ser els candidats del Partit Liberal Democràtic (PLD), de centre-dreta, aconseguint majoria absoluta a la cambra i seguits pels candidats independents, que restaren com a segona força.

## Resultats

### Generals
| Partit       | Partit                           | Vots    | %     | Escons | +/– |
| ------------ | -------------------------------- | ------- | ----- | ------ | --- |
|              | Partit Liberal Democràtic        | 101.445 | 53,38 | 27     | 2   |
|              | Independents                     | 25.536  | 13,44 | 4      | 1   |
|              | Kōmeitō                          | 19.809  | 10,42 | 2      | =   |
|              | Partit Comunista del Japó        | 14.402  | 7,58  | 2      | 1   |
|              | Partit Democràtic per a la Gent  | 13.312  | 7,01  | 2      | =   |
|              | Partit Socialdemòcrata           | 8.065   | 4,24  | 3      | =   |
|              | Partit Democràtic Constitucional | 7.462   | 3,93  | 1      | =   |
| Total        | Total                            | 190.031 |       | 41     | 0   |
|              |                                  |         |       |        |     |
| Vots vàlids  | Vots vàlids                      | n/a     | -     |        |     |
| Vots nuls    | Vots nuls                        | n/a     | -     |        |     |
| Participació | Participació                     | 193.711 | 38,4  |        |     |
| Cens         | Cens                             | 504.498 |       |        |     |
| Font:        |                                  |         |       |        |     |

### Per circumscripció
| Estat     | PLD   | KMT   | PCJ  | PDG   | PSD   | PDC  | Ind   | Participació |
| --------- | ----- | ----- | ---- | ----- | ----- | ---- | ----- | ------------ |
| Takamatsu | 48,87 | 15,34 | 9,70 | 5,55  | 0,00  | 5,78 | 14,76 | 37,54        |
| Marugame  | 68,11 | 0,00  | 6,00 | 0,00  | 25,89 | 0,00 | 0,00  | 34,67        |
| Sanuki    | 68,04 | 0,00  | 0,00 | 31,96 | 0,00  | 0,00 | 0,00  | 46,9         |
| Ayauta    | 38,41 | 0,00  | 0,00 | 0,00  | 0,00  | 0,00 | 61,59 | 52,42        |
| Kagawa    | 53,38 | 10,42 | 7,58 | 7,01  | 4,24  | 3,93 | 13,44 | 38,4         |